# Wyżnia Rohatka
Wyżnia Rohatka (słow. Sedlo nad Prielomom) – przełęcz w grani głównej Tatr Wysokich, w ich słowackiej części. Przełęcz ta oddziela Dziką Turnię od Turni nad Rohatką.
Wyżnia Rohatka jest przełęczą dosyć trudno dostępną, nie prowadzą na nią żadne znakowane szlaki turystyczne. Dla taterników jest dostępna kilkoma drogami zarówno z Kotła pod Polskim Grzebieniem, jak i Doliny Staroleśnej. Z samej Rohatki wejście na Wyżnią Rohatkę jest niepraktyczne, ponieważ widok z obu tych przełęczy jest podobny, a zdobycie Wyżniej Rohatki dla zwykłego turysty może przysporzyć wielu trudności.

## Historia
Pierwsze wejścia turystyczne:
- Karol Englisch, Antonina Englischowa i Johann Hunsdorfer senior, 14 lipca 1898 r. – letnie,
- Lajos Károly Horn i Jenő Serényi, 17 kwietnia 1911 r. – zimowe[2].

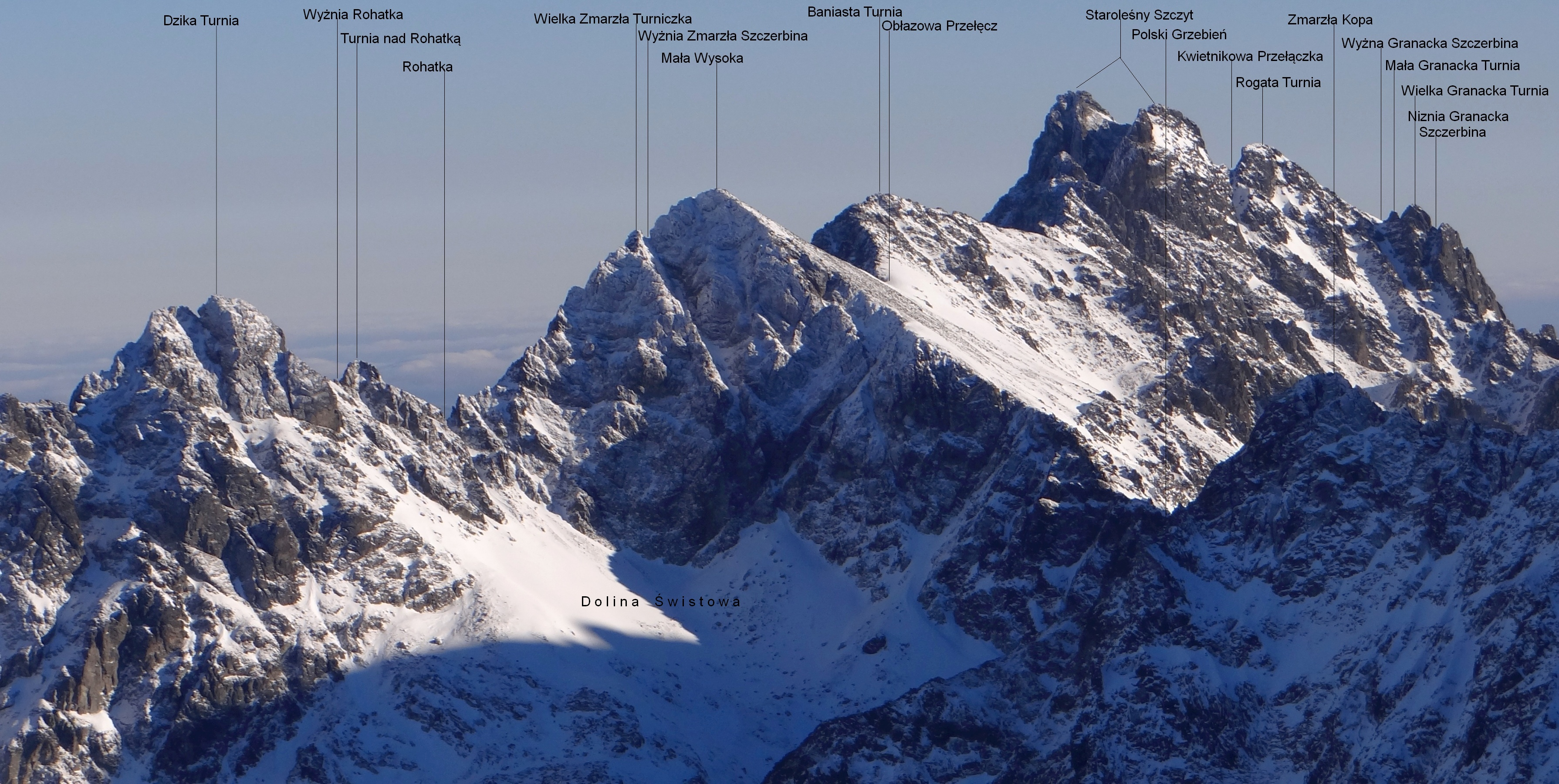
Widok z Niżnych Rysów